# Mustasaari (klippor)
Mustasaari är öar i Finland. De ligger i Finska viken och i kommunen Kotka i landskapet Kymmenedalen, i den södra delen av landet. Öarna ligger nära Kotka och omkring 120 kilometer öster om Helsingfors. Mustasaari ligger 1 meter över havet. 
Arean för den av öarna koordinaterna pekar på är 1,2 hektar och dess största längd är 140 meter i nord-sydlig riktning.
Närmaste större samhälle är Kotka, 5,8 km väster om Mustasaari.